# La solitudine del manager
La solitudine del manager (La soledad del manager) è un romanzo pubblicato nel 1977 dallo scrittore spagnolo Manuel Vázquez Montalbán.
Il libro, di genere noir, narra le vicende legate alla seconda indagine dell'investigatore privato Pepe Carvalho.

## Trama
In Spagna è da poco finita la dittatura franchista e il manager spagnolo della multinazionale Petnay viene trovato morto, ucciso da un colpo d'arma da fuoco. La vittima si chiamava Antonio Jaumá ed era un erotomane che Pepe Carvalho aveva conosciuto casualmente anni addietro negli Stati Uniti. Nonostante la vittima fosse conosciuta per le molte frequentazioni con prostitute, il ritrovamento di indumenti intimi femminili nella tasca della vittima e le esagerate tracce di detergenti intimi su di esso potrebbero far pensare a una messinscena. La polizia tuttavia non ha dubbi che l'omicidio sia il tragico epilogo dei comportamenti dissoluti di Antonio ma la vedova, insospettita, incarica l'investigatore privato Pepe Carvalho di chiarire la vicenda. Da una vecchia foto che ritrae la vittima con vecchi amici durante la militanza nel movimento comunista clandestino, hanno inizio le indagini commissionate dalla vedova di Juamá.
Pepe ritrova i vecchi compagni del manager: chi è diventato imprenditore, chi scrittore, chi ha fallito la propria missione e continua a vivere un sogno politico irrealizzabile. 
Pepe scopre che la vittima aveva rilevato grossi ammanchi nascosti tra i tentacolari bilanci della Petnay e che la multinazionale e la polizia stessa stanno insabbiando le indagini sull'omicidio e costruendo false prove per avvalorare l'ipotesi del movente sessuale. La fidanzata dell'investigatore, Charo, viene rapita e picchiata per dissuadere Pepe dal proseguire le indagini. Anche la vedova del manager vuole che le indagini si interrompano, preoccupata che la Petnay possa smettere di pagare la pensione del marito a lei e ai figli. Rhomberg, un ispettore della Petnay improvvisamente rimosso dall'incarico, dopo aver contattato Pepe ed aver anticipato importanti rivelazioni, sparisce misteriosamente.
Carvalho, suo malgrado, si ritira dall'incarico, non prima di aver scoperto, che la Petnay utilizzava i fondi neri costituiti degli ammanchi contabili per sovvenzionare movimenti estremisti di sinistra e giustificare così l'intervento reazionario della destra a vantaggio degli interessi degli industriali. La potente multinazionale, per il tramite dell'industriale Argemí, già amico di lunga data di Antonio Jaumá, aveva provveduto ad eliminare il manager e il suo collega Rhomberg. Le scoperte di Pepe, tuttavia, non avranno esiti giudiziari.

## Protagonisti
Pepe CarvalhoL'investigatore protagonista del romanzo.
Charo (Rosario García López)Amante di Pepe Carvalho e prostituta dal cuore d'oro.
Biscuter (José Plegamans Betriu)L'aiutante di Pepe Carvalho.
Bromuro (Francisco Melgar)Il fidato informatore di Pepe.
Pedro Parra (il Colonnello)Amico di lunga data di Pepe, compagno di trascorsi anti-franchisti e suo consulente in campo finanziario. Somigliantissimo a Rossano Brazzi "...ormai forse più vicino a quello di Tempo d'estate che non a quello di Addio, Kira!...".
Antonio JaumáIl manager della multinazionale Petnay, ucciso in circostanze poco chiare. Già impegnato nella resistenza anti-franchista, continuava a sovvenzionare il movimento operaio.
ConchaHijarAlgida vedova di Antonio Jaumá. Si rivolge a Pepe non soddisfatta delle indagini della polizia sull'omicidio del marito.
Martín GausachsIl successore di Antonio Jaumá subentratogli alla guida delle filiali spagnole della Petnay.
Dieter RhombergCollega di Antonio Jaumá, ispettore della Petnay, scomparso misteriosamente.
Marcos NúñezAmico di Antonio Jaumá, leader della sinistra, già impegnato nei movimenti anti-franchisti ed esiliato durante il regime.
Miguelito FontanillasAmico della vittima, ex dissidente di sinistra, ora importante avvocato.
Tomás BiedmaAvvocato del lavoro e amico di Antonio Jaumá già dal periodo della dissidenza.
Juan DorronsorroRomanziere e amico del manager assassinato, compagno di ambienti anti-franchisti.
Jacinto VilasecaRegista cinematografico senza successo, amico di Antonio Jaumá dai tempi della gioventù.
ArgemíEx poeta, amico della vittima ed ex dissidente di sinistra. Erede di un'importante industria produttrice di yogurt. Referente della Petnay per gli affari spagnoli.
AlemanyAnziano commercialista di fiducia di Antonio Jaumá. Scopre grossi ammanchi nascosti tra le pieghe dalla contabilità ufficiale della Petnay.

## Edizioni
- Manuel Vázquez Montalbán, La solitudine del manager, traduzione di Hado Lyria, collana I Canguri, Feltrinelli, 1993,  p. 191, ISBN 88-07-70038-7.
- Manuel Vázquez Montalbán, La solitudine del manager, traduzione di Hado Lyria, collana Universale economica Feltrinelli, Feltrinelli, 1995,  pp. 191, ISBN 88-07-81320-3.